# Риск-ориентированный подход в России
Риск-ориентированный подход — это один из основополагающих принципов реформы контрольной (надзорной) деятельности, предполагающий, что интенсивность государственного контроля (надзора) или муниципального контроля за деятельностью контролируемого лица, а также формы такого контроля (надзора) напрямую зависят от рисков нанесения ущерба охраняемым законом ценностям из-за возможного несоблюдения требований в ходе такой деятельности.
Понятие риск-ориентированного подхода появилось в поправках к Федеральному закону № 294-ФЗ «О защите прав юридических лиц и индивидуальных предпринимателей при осуществлении государственного контроля (надзора) и муниципального контроля», внесенных в середине 2015 года.

## Виды
Поправки предусматривали использование риск-ориентированного подхода при проведении контрольных (надзорных) мероприятий трех видов государственного надзора: федеральном государственном пожарном надзоре, федеральном государственном санитарно-эпидемиологическом надзоре и федеральном государственном надзоре в сфере связи.
В дальнейшем применение риск-ориентированного подхода постепенно расширялось, к концу 2021 года он охватывает 96 видов государственного контроля (надзора) и муниципального контроля.

## Принципы применения
Подробно принципы применения риск-ориентированного подхода закреплены в главе 5 («Управление рисками причинения вреда (ущерба) охраняемым законом ценностям при осуществлении государственного контроля (надзора), муниципального контроля») Федерального закона от 31 июля 2020 года № 248-ФЗ «О государственном контроле (надзоре) и муниципальном контроле в Российской Федерации».
При этом самого понятия «риск-ориентированный подход» в этом законе нет. Общий смысл риск-ориентированного подхода Министр экономического развития Российской Федерации Максим Решетников в одном из своих интервью обозначил так: «Если есть малое микропредприятие, если оно занимается каким-то простым бизнесом, не надо туда ходить и не надо предпринимателям и думать об этом». Таким образом, предполагается, что снижение административной нагрузки на бизнес повысит уровень доверия и взаимодействия между бизнесом и государством.
Статья 22 Федерального закона № 248-ФЗ «О государственном контроле (надзоре) и муниципальном контроле в Российской Федерации» от 31 июля 2020 года закрепляет ряд определений, используемых при риск-ориентированном подходе. Так, под риском причинения вреда (ущерба) понимается вероятность наступления событий, следствием которых может стать причинение вреда (ущерба) различного масштаба и тяжести охраняемым законом ценностям. Под оценкой риска причинения вреда (ущерба) понимается деятельность контрольного (надзорного) органа по определению вероятности возникновения риска и масштаба вреда (ущерба) для охраняемых законом ценностей. Под управлением риском причинения вреда (ущерба) понимается осуществление на основе оценки рисков причинения вреда (ущерба) профилактических мероприятий и контрольных (надзорных) мероприятий в целях обеспечения допустимого уровня риска причинения вреда (ущерба) в соответствующей сфере деятельности. Допустимый уровень риска причинения вреда (ущерба) в рамках вида государственного контроля (надзора) должен закрепляться в ключевых показателях вида контроля (надзора).
При этом контрольным (надзорным) органом обеспечивается организация постоянного мониторинга (сбора, обработки, анализа и учёта) сведений, используемых для оценки и управления рисками причинения вреда (ущерба).

Эти меры направлены на то, чтобы, с одной стороны, свести к минимуму возможность возникновения негативных последствий, связанных с хозяйственной деятельностью. С другой стороны, необходимо снизить эти риски без излишней административной нагрузки на предпринимателей.
— статс-секретарь – заместитель Министра экономического развития РФ Алексей Херсонцев

## Категории риска
В соответствии с 248-ФЗ выделяется шесть категорий риска причинения вреда (ущерба):
- чрезвычайно высокий риск;
- высокий риск;
- значительный риск;
- средний риск;
- умеренный риск;
- низкий риск.

От отнесения объектов контроля к определённым категориям риска зависят виды и периодичность проведения в отношении них плановых контрольных (надзорных) мероприятий. Поэтому принципиально важными являются критерии отнесения объектов контроля (надзора) к категориям риска, а также количество этих категорий, которое определяется контрольным (надзорным) органом в отдельном нормативном документе. При этом п.2 ст. 23 248-ФЗ содержит требование обязательного наличия категории низкого риска, которая вообще не предусматривает плановых контрольных (надзорных) мероприятий.

## Критерии риска
Критерии риска, согласно 248-ФЗ, формируются по результатам оценки риска причинения вреда (ущерба). Они должны учитывать тяжесть причинения вреда (ущерба) охраняемым законом ценностям и вероятность наступления негативных событий, которые могут повлечь причинение вреда (ущерба) охраняемым законом ценностям, а также учитывать добросовестность контролируемых лиц. Проводится также оценка добросовестности контролируемых лиц, в частности внедрение сертифицируемых систем внутреннего контроля; предоставление контролируемым лицом доступа контрольному (надзорному) органу к своим информационным ресурсам; независимая оценка соблюдения обязательных требований; добровольная сертификация, подтверждающая повышенный необходимый уровень безопасности охраняемых законом ценностей; страхование рисков контролируемым лицом и т. д.
Министр экономического развития РФ Максим Решетников в начале 2021 года отмечал, что применение риск-ориентированного подхода позволит снизить количество контрольных (надзорных), что не окажет негативного влияния на безопасность граждан, но снизит административную нагрузку на бизнес. По его словам, введенный в 2020 году мораторий на проверки бизнеса не привел к катастрофическим последствиям.
«Новые процедуры и новые подходы будут касаться полутора миллионов проверок, то есть полтора миллиона контрольных (надзорных) мероприятий различного рода в год в стране проводится, — подчеркнул Максим Решетников. — При этом в 2020 году их число снизилось до 790 тыс., то есть практически в два раза, и как мы видим, ничего страшного не произошло».